# 山尾朱子
山尾 朱子（やまお あかね、1974年9月30日 - ）は、東京都清瀬市出身の日本の元新体操選手。アトランタオリンピック日本代表。現在は後進の指導にあたっている。血液型B型。現姓・清野。

## 経歴
- 親に勧められ、ふじしま新体操クラブで新体操を始める。
- 藤村女子高校、東京女子体育大学卒業。
- 1993年、全日本選手権個人総合4位。
- 1994年、全日本選手権個人総合3位。
- 1994年、世界選手権大会（フランス）日本代表（個人総合21位）。
- 1995年、世界選手権大会（オーストリア）日本代表（個人総合24位）。
- 1995年、ユニバーシアード個人総合5位、全日本選手権個人総合1位。
- 1996年、アトランタオリンピック出場（個人総合18位）。全日本選手権個人総合1位。
- 1997年に引退し指導者となる。